# Sainte-Colombe (Doubs)
Sainte-Colombe – miejscowość i gmina we Francji, w regionie Burgundia-Franche-Comté, w departamencie Doubs. Nazwa miejscowości pochodzi od imienia św. Kolumby.
Według danych na rok 1990 gminę zamieszkiwało 255 osób, a gęstość zaludnienia wynosiła 24 osoby/km² (wśród 1786 gmin Franche-Comté Sainte-Colombe plasuje się na 493. miejscu pod względem liczby ludności, natomiast pod względem powierzchni na miejscu 399.).